# جانيلا سلفادور
جانيلا سلفادور هي ممثلة، مغنية وعارضة فليبنية ولدت في 30 مارس 1998.

## روابط خارجية
- جانيلا سلفادور على موقع IMDb (الإنجليزية)
- جانيلا سلفادور على موقع ميوزك برينز (الإنجليزية)
- جانيلا سلفادور على موقع ديسكوغز (الإنجليزية)